# Moldovenești
Moldovenești là một xã thuộc hạt Cluj, România. Dân số thời điểm năm 2002 là 3670 người.